# Thelypteris demerarana
Thelypteris demerarana là một loài thực vật có mạch trong họ Thelypteridaceae. Loài này được (Baker) C.F. Reed miêu tả khoa học đầu tiên năm 1968.